# Marko Nikolić (labdarúgóedző)
Marko Nikolić (cirill betűkkel: Марко Николић; Belgrád, 1979. július 20. –) szerb labdarúgó, edző, jelenleg az AÉK Athén vezetőedzője.

## Pályafutása

### Labdarúgóként
Nikolić Belgrádban született és az 1998–99-es idényben a jugoszláv FK Rad csapatának igazolt játékosa volt, ugyanebben az évben kölcsönadták a szintén belgrádi FK Dorćol csapatának. Játékos pályafutását egy sérülés miatt fiatalon kellett abbahagynia.

### Edzőként
A húszas évei elején az FK Rad ifjúsági csapatainál dolgozott, majd ő lett Mihajlo Ivanović és Alekszandar Janjić segédedzője. 2008. október 26-án utóbbit váltva lett az FK Rad csapatának edzője. Három nappal később a Vojvodina elleni 1–0-s győzelemmel mutatkozott be a kispadon, és ő lett a szerb bajnokság történetének legfiatalabb edzője. A csapatot kieső helyen vette át, végül sikerült benntartania, a szezont a kilencedik helyen zárva. A  2010–11 szezonban két fordulóval a bajnokság vége előtt lemondott, miután a Rad biztosította részvételét a következő évi Európa-liga sorozatban.
2012. március 6-án a klub vezetői másodszor is Nikolićot nevezték ki a csapat élére, szerződése 2013 nyaráig szólt.
2013. június 7-én a Vojvodina edzője lett, akiket az Európa-liga selejtezőjének play-off körébe vezetett, de ott a moldáv  Sheriff Tiraspol 3–2-es összesítéssel jobbnak bizonyult. December 9-én lemondott posztjáról.
Egy héttel később Vuk Rašović helyét vette át a Partizan kispadján. 2014. február 22-én a Novi Pazar elleni gól nélküli döntetlennel mutatkozott be. A bajnoki címet nem sikerült megszerezniük a 2013–14-es szezonban, de a következő idényben bejutott csapatával az Európa-liga csoportkörébe. 2015. március 25-én távozott a belgrádiak kispadjáról.
2016. január 11-én a szlovén Olimpija Ljubljana edzője lett.  2016. április 10-én állítólag „fekete idiótának” nevezte játékosát Blessing Elekét, bár később bocsánatot kért a csapat vezetésétől és szurkolóitól. Az incidens következtében a szövetség hét mérkőzéses eltiltással és 1500 eurós bírsággal büntette. 2016. április 18-án közös megegyezéssel felbontották a szerződését.
2016. augusztus 4-én visszatért a Partizanhoz, kétéves szerződést aláírva. Első bajnokiját ugyan elvesztették a Vojvodina ellen, azonban ezt követően tétmérkőzésen 37 veretlenül megvívott találkozó következett - ebből 33 győzelem - és mind a bajnoki cím, mind a kupagyőzelem a Partizáné lett. 2017. május 31-én saját kérésére felbontották a szerződését.
2017. június 6-án a Videoton FC vezetőedzője lett. A 2017–18-as szezonban bajnoki címet nyert a székesfehérvári csapattal, majd a következő idényben az Európa-liga csoportkörébe jutott csapatával. 2018 nyarán szerződését 2020 nyaráig meghosszabbította. A 2019–2020-as szezonban már a második selejtezőkörben kiesett a fehérvári csapat az Európa-ligából a liechtensteini Vaduz ellenében, a bajnokságban pedig az első 13 fordulóban 26 pontot gyűjtve a tabella harmadik helyén állt. 2019. november 25-én, két nappal a Puskás Akadémiától hazai pályán elszenvedett 3–1-es vereséget követően a klub vezetősége felbontotta Nikolić  szerződését. Irányításával a Videoton 120 mérkőzésen 69 győzelmet, 27 döntetlent és 24 vereséget ért el, ezen időszakban 210–114-es gólkülönbséget elérve. 2020 júniusától az orosz Lokomotyiv Moszkva vezetőedzője. 2021-ben Orosz Kupát nyert a csapattal. 2021 októberében távozott a klubtól.

## Sikerei, díjai
Olimpija Ljubljana
- Szlovén bajnok (1): 2015–16

 Partizan
- Szerb bajnok (1): 2016–17
- Szerb kupagyőztes (1): 2016–17

 Videoton
- Magyar bajnok (1): 2017–18
- Magyar kupagyőztes (1): 2018-19

 Lokomotyiv Moszkva
- Orosz kupagyőztes (1): 2020–21

Egyéni
- Szerb labdarúgó-bajnokság az év edzője: 2016–17[28]
- Az év NB I-es edzője a 2017–18-as szezonban a HLSZ szavazásán[29]

## Edzői statisztika
| Csapat                | –tól               | –ig                | Statisztika | Statisztika | Statisztika | Statisztika | Statisztika | Statisztika | Statisztika | Statisztika |
| Csapat                | –tól               | –ig                | M           | GY          | D           | V           | RG          | KG          | GK          | GY %        |
| --------------------- | ------------------ | ------------------ | ----------- | ----------- | ----------- | ----------- | ----------- | ----------- | ----------- | ----------- |
| FK Rad                | 2008. október 29.  | 2011. május 23.    | 82          | 29          | 26          | 27          | 97          | 88          | +9          | 35,3%       |
| FK Rad                | 2012. március 6.   | 2013. június 30.   | 47          | 20          | 10          | 17          | 50          | 46          | +4          | 42,6%       |
| FK Vojvodina          | 2013. július 1.    | 2013. december 9.  | 26          | 14          | 8           | 4           | 49          | 30          | +19         | 53,8%       |
| Partizan Beograd      | 2013. december 16. | 2015. március 25.  | 48          | 33          | 9           | 6           | 100         | 35          | +65         | 68,8%       |
| Olimpija Ljubljana    | 2016. január 11.   | 2016. április 18.  | 8           | 4           | 4           | 0           | 12          | 2           | +10         | 50%         |
| Partizan Beograd      | 2016. augusztus 4. | 2017. május 31.    | 40          | 34          | 4           | 2           | 83          | 21          | +62         | 85%         |
| Videoton              | 2017. június 6.    | 2019. november 25. | 120         | 69          | 27          | 24          | 210         | 114         | +96         | 51,65%      |
| FK Lokomotyiv Moszkva | 2020. június 1.    |                    | 39          | 17          | 11          | 11          | 48          | 42          | +6          | 43.58%      |
| Összesítve            | Összesítve         | Összesítve         | 403         | 217         | 98          | 88          | 637         | 366         | +271        | 53,8%       |

Minden tétmérkőzést számítva
Utolsó elszámolt mérkőzés dátuma: 2021. március 18.